# حي الهجرة (مكة)
حي الهجرة من أحياء مكة الشهيرة، ترتبط تسميته بهذا الاسم بالحادثة التاريخية الشهيرة -هجرة النبي محمد إلى يثرب.

## الموقع
يقع حي الهجرة جنوب الحرم الشريف، يبعد عن الحرم قرابة 7دقائق ركوباً .

## معالم
من أهم المعالم التي تميز هذا الحي -جبل ثور- والذي يوجد في أعلى قمته غار ثور-أكثر من 700م فوق سطح البحر- الذي قصده النبي محمد في هجرته هو وصاحبه أبو بكر الصديق يوم أن اتجه جنوباً بدلاً من أن يتجه شمالاً قاصداً المدينة، حيث مكث في غار ثور ثلاث ليال، وذالك تمويهاً لكفار قريش اللذين أرادوا قتله .

عمدة حي الهجرة هو الأستاذ/ أحمد بختيار خياط 

يوجد في هذا الحي:

- مسجد حسين عرب
- مسجد الميمني
- مسجد شهيد المحراب
- مسجد البخاري
- مسجد اللبان
- مسجد عبد الله عتيق
- مسجد أبي بكر الصديق
- مسجد الصبان
- مستشفى النور التخصصي
- شعبة تنفيذ الأحكام الحقوقية
- فرقة دفاع مدني
- مدرسة الرحمانية الابتدائية
- مدرسة الهجرة المتوسطة
- مدرسة الحكم بن هشام الثانوية-الملك خالد سابقاً
- المدرسة الثانوية الثلاثون
- المتوسطة العاشرة لتحفيظ القرآن الكريم
- المتوسطة الستون
- الابتدائية (12) لتحفيظ القرآن الكريم
- الابتدائية المائة والسابعة والعشرون